# Vladimir Karabutov
Vladimir Nikolayevich Karabutov (né le 22 avril 1967) est un joueur de water-polo russe, médaillé olympique en 1992 avec l'équipe unifiée.